# ハリー・ダリアン
ハリー・ダリアン（ハルチューン・クリコール・ダリアン・ジュニア、Harry Daghlian、1921年5月4日 - 1945年9月15日）は第二次世界大戦で使用された原子爆弾の設計・製造を行うマンハッタン計画に参加したアメリカ合衆国の物理学者である。
彼は1945年8月21日、ニューメキシコ州にあるロスアラモス国立研究所の遠隔オメガサイトでの臨界量実験中に誤って自分自身に放射線を照射し、その結果生じた放射線中毒により25日後に死亡した。ハリー・ダリアンは歴史上初の臨界事故における死亡者となった。
ダリアンはプルトニウムとガリウムの合金でできた6.2kgの爆弾の炉心にタングステンカーバイドのレンガを誤って落とした際に起こった臨界事故の結果として放射線を浴びた。これは後に「デーモン・コア」と呼ばれるようになった。

## 経歴
ハリー・ダリアンは、1921年5月4日にコネチカット州ウォーターベリーで生まれた。彼はハーバー小学校で教育を受けバルクリー高校で教育を受けた。1938年の17歳のとき彼は数学を学ぶつもりでマサチューセッツ工科大学に入学したが、物理学、特に新分野として台頭しつつあった素粒子物理学に興味を持つようになった。この興味により彼はインディアナ州のパデュー大学のキャンパスに転校し1942年に理学士の学位を取得して卒業した。その後、博士号の取得に向けた取り組みを開始した。1944年、まだ大学院生だった彼はマンハッタン計画のロスアラモス研究所にあるオットー・フリッシュのクリティカル アセンブリグループに参加した。

## 臨界事故と死亡
1945年8月21日の実験中、ダリアンはプルトニウム炉心の周りに4.4キロのタングステンカーバイドレンガのセットを段階的に積み上げ、中性子反射板を手動で構築しようとしていた。中性子反射体の目的はプルトニウム核が臨界に達するために必要な質量を減らすことだった。彼は最後のレンガをアセンブリ上で移動させていたところ、中性子カウンターにそのレンガを追加するとシステムが超臨界になってしまうのだが彼は間違えてレンガをアセンブリの中央に落としてしまった。アセンブリはほぼ臨界状態にあったため、そのレンガを間違えて落としたことにより中性子の即時臨界領域に突入した。これにより臨界事故が発生した。ダリアンはすぐにアセンブリからレンガを落とそうとしたが失敗し、レンガのセットを一部崩してようやく臨界を止めた。
ダリアンは1016個の核分裂から5.1シーベルトの中性子線を浴びたと推定されている。彼は治療を受けたが重度の放射線中毒の症状を発症し昏睡状態に陥り、事故から25日後に死亡した。8月30日に撮影された、火傷を起こした彼の手の写真が残されている。
ハリー・ダリアンは歴史上初の臨界事故における死亡者となった。彼の遺体はニューロンドンのシダーグローブ墓地に埋葬された。